# IXe législature d'Espagne

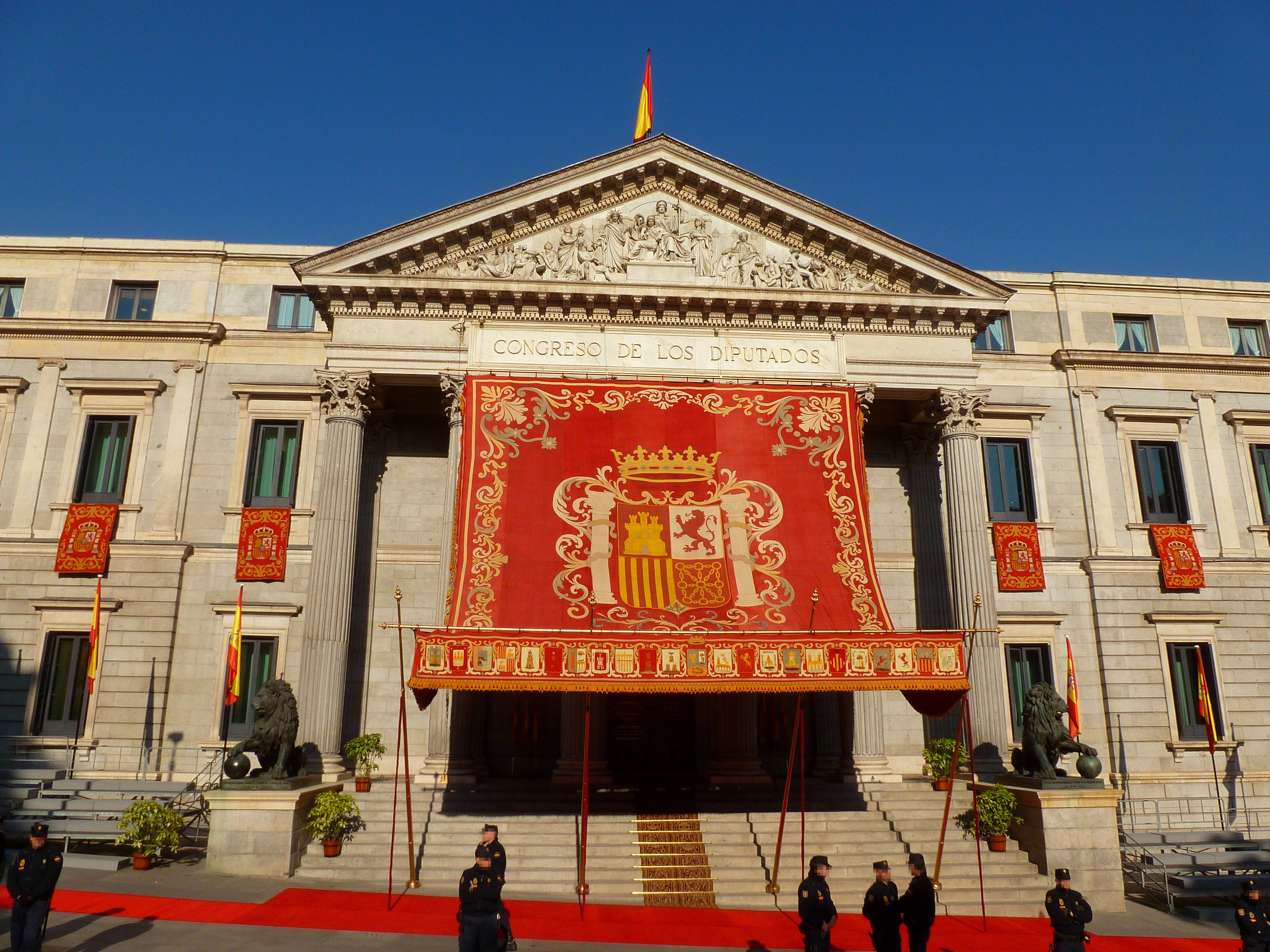
Le palais des Cortes Generales lors de la session solennelle d'investiture.

La IXe législature d'Espagne (ix legislatura de España) est un cycle parlementaire de quatre ans des Cortes Generales, ouvert le 1er avril 2008, à la suite des élections générales du 9 mars 2008, et qui s'est terminé le 27 septembre 2011 à la suite de la dissolution du Parlement par le roi Juan Carlos Ier en vue des élections générales anticipées du 20 novembre 2011 pour la constitution de la Xe législature. Elle a été précédée par la VIIIe législature.

## Répartition des forces politiques

### Congrès des députés

#### Groupes parlementaires
| Nom | Nom | Début | Fin | Porte-parole                                                     |
| --- | --- | ----- | --- | ---------------------------------------------------------------- |
|     | Socialiste Grupo Parlamentario Socialista | 169   | 169 | José Antonio Alonso                                              |
|     | Populaire Grupo Parlamentario Popular en el Congreso | 154   | 152 | Soraya Sáenz de Santamaría                                       |
|     | Catalan (Convergence et Union) Grupo Parlamentario Catalán (Convergència i Unió)                                                                                  | 10    | 10  | Josep Antoni Duran i Lleida                                      |
|     | Basque Grupo Parlamentario Vasco (EAJ-PNV) | 6     | 6   | Josu Erkoreka                                                    |
|     | Gauche républicaine–Gauche unie–Initiative pour la Catalogne Les Verts Grupo Parlamentario de Esquerra Republicana-Izquierda Unida-Iniciativa per Catalunya Verds | 5     | 5   | Tournant entre : • Joan Herrera • Gaspar Llamazares • Joan Ridao |
|     | Non-inscrits Grupo Parlamentario mixto | 6     | 8   | Poste tournant                                                   |

### Sénat

#### Groupes parlementaires
| Groupe parlementaire | Groupe parlementaire                                                                                     | Début | Fin | Porte-parole        |
| -------------------- | --- | ----- | --- | ------------------- |
|                      | Populaire au Sénat Grupo Parlamentario Popular en el Senado                                              | 124   | 125 | Pío García-Escudero |
|                      | Socialiste Grupo Parlamentario Socialista                                                                | 105   | 103 | Carmela Silva       |
|                      | Accord catalan de progrès Grupo Parlamentario Entesa Catalana de Progrés                                 | 16    | 15  | Ramón Aleu          |
|                      | Catalan au Sénat de Convergence et Union Grupo Parlamentario Catalán en el Senado de Convergència i Unió | 7     | 8   | Jordi Vilajoana     |
|                      | Sénateurs nationalistes Grupo Parlamentario de Senadores nacionalistas                                   | 4     | 4   | Joseba Zubia        |
|                      | Non-inscrits Grupo Parlamentario mixto                                                                   | 8     | 7   | Poste tournant      |

## Bureaux des assemblées

### Congrès des députés
| Poste                    | Titulaire | Titulaire            | Parti   | Circonscription |
| ------------------------ | --------- | -------------------- | ------- | --------------- |
| Président                |           | José Bono            | PSOE    | Tolède          |
| Première vice-présidente |           | Teresa Cunillera     | PSC     | Lérida          |
| Deuxième vice-présidente |           | Ana Pastor           | PP      | Pontevedra      |
| Troisième vice-président |           | Jorge Fernández Díaz | PP      | Barcelone       |
| Quatrième vice-président |           | Jordi Jané           | CiU     | Tarragone       |
| Premier secrétaire       |           | Javier Barrero       | PSOE    | Huelva          |
| Deuxième secrétaire      |           | José Ramón Beloki    | EAJ/PNV | Guipuscoa       |
| Troisième secrétaire     |           | Ignacio Gil Lázaro   | PP      | Valence         |
| Quatrième secrétaire     |           | Celia Villalobos     | PP      | Malaga          |

### Sénat
| Poste                   | Titulaire | Titulaire                                    | Parti | Circonscription  |
| ----------------------- | --------- | -------------------------------------------- | ----- | ---------------- |
| Président               |           | Javier Rojo                                  | PSOE  | Alava            |
| Premier vice-président  |           | Isidre Molas                                 | PSC   | Barcelone        |
| Deuxième vice-président |           | Juan José Lucas                              | PP    | Castille-et-León |
| Première secrétaire     |           | Carmen Alborch                               | PSOE  | Valence          |
| Deuxième secrétaire     |           | Jordi Casas (jusqu'au 08/02/2011) Eva Parera | CiU   | Catalogne        |
| Troisième secrétaire    |           | Matías Conde                                 | PP    | Huelva           |
| Quatrième secrétaire    |           | Ramón Rabanera                               | PP    | Alava            |

## Gouvernement et opposition
| Statut              | Poste                     | Titulaire                   | Titulaire                              |
| ------------------- | ------------------------- | --------------------------- | -------------------------------------- |
| Gouvernement : PSOE | Président du gouvernement |                             | José Luis Rodríguez Zapatero           |
| Gouvernement : PSOE | Ministre de la Présidence |                             | María Teresa Fernández de la Vega Sanz |
| Gouvernement : PSOE | Ministre de la Présidence | Ramón Jáuregui (20/10/2010) |                                        |
| Gouvernement : PSOE | Porte-parole au Congrès   |                             | José Antonio Alonso                    |
| Gouvernement : PSOE | Porte-parole au Sénat     |                             | Carmela Silva                          |
|                     |                           |                             |                                        |
| Opposition : PP     | Président du PP           |                             | Mariano Rajoy                          |
| Opposition : PP     | Porte-parole au Congrès   |                             | Soraya Sáenz de Santamaría             |
| Opposition : PP     | Porte-parole au Sénat     |                             | Pío García-Escudero                    |

## Commissions parlementaires

### Congrès des députés
| Commission                                                                  | Président | Président                                                                                            | Parti   | Circonscription               |
| --------------------------------------------------------------------------- | --------- | --- | ------- | ----------------------------- |
| Commissions permanentes législatives                                        |           | |         |                               |
| Constitutionnelle                                                           |           | Alfonso Guerra                                                                                       | PSOE    | Séville                       |
| Affaires étrangères                                                         |           | Josep Antoni Duran i Lleida                                                                          | CiU     | Barcelone                     |
| Justice                                                                     |           | Álvaro Cuesta                                                                                        | PSOE    | Asturies                      |
| Intérieur                                                                   |           | Carmen Hermosín                                                                                      | PSOE    | Séville                       |
| Défense                                                                     |           | Ciprià Ciscar                                                                                        | PSOE    | Valence                       |
| Économie et Finances                                                        |           | Antonio Gutiérrez                                                                                    | PSOE    | Madrid                        |
| Budgets                                                                     |           | Jesús Posada                                                                                         | PP      | Soria                         |
| Équipement                                                                  |           | Antonio Louro (jusqu'au 26/04/2009) Salvador de la Encina (à partir du 29/04/2009)                   | PSOE    | Pontevedra Cadix              |
| Éducation, Politique sociale et Sports Éducation et Sports (19/10/2009)     |           | José Andrés Torres Mora (jusqu'au 23/09/2009) Mercedes Coello (à partir du 30/09/2009)               | PSOE    | Malaga Santa Cruz de Tenerife |
| Travail et Immigration                                                      |           | Juan Barranco (jusqu'au 06/2011) Elena Espinosa (à partir du 16/06/2011)                             | PSOE    | Madrid Ourense                |
| Industrie, Tourisme et Commerce                                             |           | Antonio Cuevas                                                                                       | PSOE    | Séville                       |
| Environnement, Agriculture et Pêche                                         |           | María Antonia Trujillo                                                                               | PSOE    | Cáceres                       |
| Administrations publiques Politique territoriale (19/10/2009)               |           | Juan Fernando López Aguilar (jusqu'au 13/07/2009) Mariano Fernández Bermejo (à partir du 25/11/2009) | PSOE    | Las Palmas Murcie             |
| Culture                                                                     |           | Clementina Díez de Baldeón                                                                           | PSOE    | Ciudad Real                   |
| Santé et Consommation Santé, Politique sociale et Consommation (19/10/2009) |           | Gaspar Llamazares                                                                                    | IU      | Madrid                        |
| Logement                                                                    |           | Pere Macias                                                                                          | CiU     | Barcelone                     |
| Science et Innovation                                                       |           | Miguel Buen (jusqu'au 23/06/2009) María Teresa Barahona (à partir du 16/09/2009)                     | PSOE    | Guipuscoa Alava               |
| Égalité                                                                     |           | Carmen Calvo                                                                                         | PSOE    | Cordoue                       |
| Coopération internationale pour le développement                            |           | Delia Blanco                                                                                         | PSOE    | Madrid                        |
| Commissions permanentes non-législatives                                    |           | |         |                               |
| Règlement                                                                   |           | José Bono                                                                                            | PSOE    | Tolède                        |
| Statut du député                                                            |           | Francesc Vallès                                                                                      | PSC     | Tarragone                     |
| Politiques d'intégration du handicap                                        |           | Jesús Caldera                                                                                        | PSOE    | Salamanque                    |
| Pétitions                                                                   |           | Antonio Garcías Coll (jusqu'au 26/01/2009) Pablo Martín Peré (jusqu'au 12/02/2009)                   | PSOE    | Îles Baléares                 |
| Consultative des nominations                                                |           | José Bono                                                                                            | PSOE    | Tolède                        |
| Contrôle des crédits réservés                                               |           | José Bono                                                                                            | PSOE    | Tolède                        |
| Commissions non-permanentes                                                 |           | |         |                               |
| Suivi et évaluation des accords du pacte de Tolède                          |           | Juan Morano Masa                                                                                     | PP      | León                          |
| Sécurité routière et Prévention des accidents de la route                   |           | Emilio Olabarría                                                                                     | EAJ/PNV | Alava                         |

### Sénat
| Commission                                                                  | Président | Président | Parti   | Circonscription         |
| --------------------------------------------------------------------------- | --------- | --- | ------- | ----------------------- |
| Commissions permanentes législatives                                        |           | |         |                         |
| Constitutionnelle                                                           |           | Fernando López Carrasaco | PSOE    | Castille-La Manche      |
| Affaires étrangères                                                         |           | Adoración Quesada | PSOE    | Jaén                    |
| Justice                                                                     |           | Miguel Asension | PSOE    | Almería                 |
| Défense                                                                     |           | Jaime Blanco | PSOE    | Cantabrie               |
| Économie et Finances                                                        |           | Jordi Vilajoana | CiU     | Catalogne               |
| Budgets                                                                     |           | Nicolás Fernández Cucurull | PP      | Ceuta                   |
| Intérieur                                                                   |           | Miguel Martínez Fernández (jusqu'au 14/05/2008) Luis Ángel Lago (du 10/06/2008 au 13/07/2011) Marcelino Iglesias (à partir du 18/07/2011) | PSOE    | León Lugo Aragon        |
| Équipement                                                                  |           | José María Becana | PSOE    | Huesca                  |
| Éducation, Politique sociale et Sports Éducation et Sports (25/11/2009)     |           | José Pliego | PSOE    | Jaén                    |
| Travail et Immigration                                                      |           | Lentxu Rubial | PSOE    | Biscaye                 |
| Industrie, Tourisme et Commerce                                             |           | José Antonio Alonso García | PSOE    | Asturies                |
| Environnement, Agriculture et Pêche                                         |           | Francisco Bellan | PSOE    | Huelva                  |
| Administrations publiques Politique territoriale (25/11/2009)               |           | José María Mur (jusqu'au 12/07/2011) | PAR     | Aragon                  |
| Administrations publiques Politique territoriale (25/11/2009)               |           | Francesc Antich (à partir du 13/07/2011)                                                                                                  | PSOE    | Îles Baléares           |
| Culture                                                                     |           | Dimas Sañudo | PSOE    | Biscaye                 |
| Santé et Consommation Santé, Politique sociale et Consommation (25/11/2009) |           | Josep Esquerda | ERC     | Lérida                  |
| Logement                                                                    |           | José Giménez Martín (jusqu'au 12/07/2011) Tomás Gómez (à partir du 13/07/2011)                                                            | PSOE    | Castille-et-León Madrid |
| Science et Innovation                                                       |           | Cristóbal López Carvajal | PSOE    | Jaén                    |
| Égalité                                                                     |           | María Isabel Flores | PSOE    | Cordoue                 |
| Entités locales                                                             |           | Javier Losada | PSOE    | La Corogne              |
| Coopération internationale pour le développement                            |           | Jordi Guillot | ICV     | Barcelone               |
| Générale des communautés autonomes                                          |           | Joan Lerma | PSOE    | Communauté valencienne  |
| Commissions permanentes non-législatives                                    |           | |         |                         |
| Règlement                                                                   |           | Javier Fernández | PSOE    | Asturies                |
| Incompatibilités                                                            |           | Juan José Imbroda | PP      | Melilla                 |
| Réclamations                                                                |           | Juan Fageda | PP      | Majorque                |
| Pétitions                                                                   |           | Gonzalo Piñeiro | PP      | Cantabrie               |
| Affaires latino-américaines                                                 |           | Iñaki Anasagasti | EAJ/PNV | Biscaye                 |
| Nominations                                                                 |           | Javier Rojo | PSOE    | Alava                   |

### Conjointes
| Commission                                             | Président | Président                                                                               | Parti | Circonscription                  | Chambre |
| ------------------------------------------------------ | --------- | --------------------------------------------------------------------------------------- | ----- | -------------------------------- | ------- |
| Relations avec le Tribunal des comptes                 |           | María Isabel Pozuelo Meño                                                               | PSOE  | Séville                          | Congrès |
| Union européenne                                       |           | Miguel Arias Cañete                                                                     | PP    | Madrid                           | Congrès |
| Relations avec le Défenseur du peuple                  |           | Carmen Marón Beltrán                                                                    | PSOE  | La Corogne                       | Congrès |
| Étude du problème des drogues                          |           | Carmen Granado                                                                          | PSOE  | Badajoz                          | Sénat   |
| Contrôle parlementaire de la radio-télévision publique |           | Luisa Fernanda Rudi (jusqu'au 20/06/2011) Juan Carlos Aparicio (à partir du 29/06/2011) | PP    | Saragosse Burgos                 | Congrès |
| Étude du changement climatique                         |           | Jordi Sevilla (jusqu'au 01/09/2009) José Segura Clavell (à partir du 22/09/2009)        | PSOE  | Castellón Santa Cruz de Tenerife | Congrès |